# Otiorhynchus hungaricus
Otiorhynchus hungaricus — вид долгоносиков-скосарей из подсемейства Entiminae.

## Описание
Жук длиной 10-13 мм. Имеет Чёрный окрас, ноги ржаво-красные; надкрылья в тонких пыльцеобразных или более толстых, собранные в не резкие пятнышки волосках. Анальные стерниты брюшка самца, кроме тонких продольных штрихов, посредине с несколькими более грубыми килями и ямками у заднего края, по краям которой имеются базромки из жёлто-серых волосков.

## Экология
Жук многоядный (полифаг). Вредит розоцветным (Rosaceae) растениям.